# Nos meilleures années (film)
Pour les articles homonymes, voir Nos meilleures années.
Ne doit pas être confondu avec Nos plus belles années (film, 2020).
Pour plus de détails, voir Fiche technique et Distribution.
Nos meilleures années (La meglio gioventù) est un film italien réalisé par Marco Tullio Giordana, sorti en 2003. Il remporte le prix Un certain regard au Festival de Cannes 2003.
Le film raconte l'histoire de l'Italie des années 1960 à 2000 à travers les événements d'une famille. Le film se déroule en 1966, où deux frères, Matteo et Nicola Carati, révisent pour leurs examens de fin d’études. Matteo, de son côté, devrait selon toute vraisemblance obtenir haut la main son diplôme de littérature. Nicola qui se destine à la médecine, a tout d’un homme qui s'épanouit, au caractère bienveillant. Dans le cadre d’un programme d’accompagnement, Matteo fait la connaissance d’une jeune fille aliénée mentale nommée Giorgia. Cette rencontre va durablement bouleverser la vie des deux frères.

## Synopsis

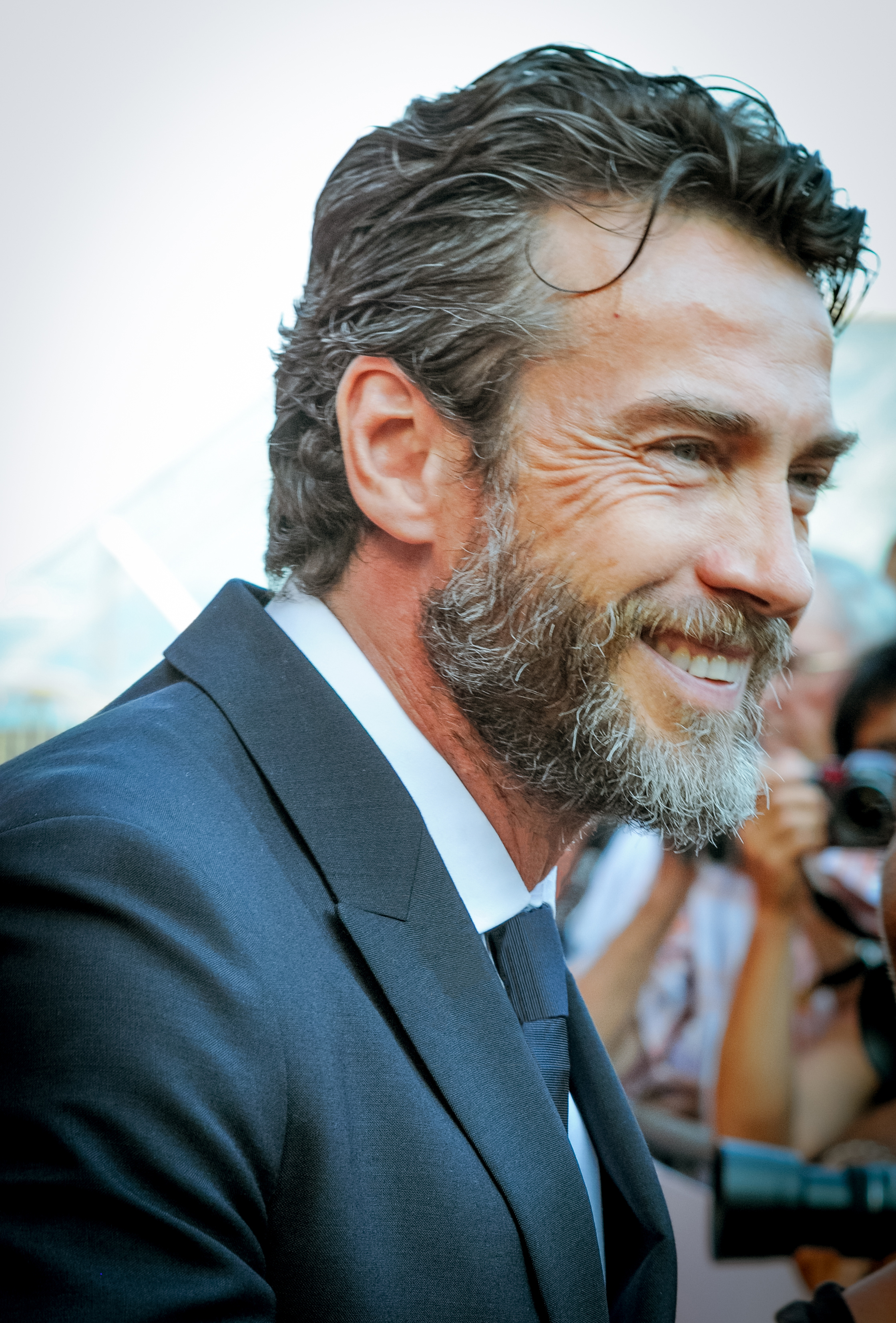
Alessio Boni, acteur ayant joué le rôle de Matteo en 2003 pour le film nos meilleures années.

« Ce noyau de personnages permettra de faire revivre des événements et des lieux qui ont joué un rôle crucial dans l'histoire de l'Italie. Sans le vouloir, ils poursuivront leur passion en croisant l'Histoire, ils grandiront, se blesseront… comme tout le monde. (ce film)… est la fresque d'une génération qui — avec ses contradictions, sa fougue tantôt ingénue, tantôt violente, avec sa rage parfois déplacée — a essayé de ne pas se résigner au monde tel qu'il est, mais de le rendre un peu meilleur. »

### Été 1966
Matteo et Nicola Carati vivent à Rome chez leurs parents avec leur petite sœur Francesca ; leur sœur ainée Giovanna est magistrate. À la fin de l'année scolaire, Nicola réussit son examen de médecine alors que Matteo abandonne son examen de littérature. Matteo aide des personnes handicapées mentales à faire des promenades pour retrouver une vie normale, il rencontre Giorgia à laquelle il s'attache. Soupçonnant un cas de maltraitance par électrochocs, il la fait sortir de l'asile pour la ramener chez son père à Pietracamela avec l'aide de Nicola. Les trois amis arrivent finalement à Ravenne où ils s'amusent du dépit des supporters lié à l'élimination de l'Italie par la Corée du Nord de la Coupe du monde de football de 1966. Après que Giorgia est arrêtée par la police, Matteo rentre à Rome et rejoint l'armée. Nicola poursuit ses vacances en voyageant jusqu'en Norvège où il travaille un temps comme bûcheron. Ils se retrouvent en novembre à l'occasion des inondations de Florence où Nicola fait la connaissance de Giulia, tous deux étant Angeli del fango (Anges de la boue) c'est-à-dire volontaires pour aider la population après une inondation.

### Février 1968
Nicola a décidé de faire des études de psychiatrie. Il s'installe à Turin chez Giulia, qui milite à l'extrême gauche. Ils participent aux mouvements contestataires du Sessantotto.

### 1974
Les deux frères vont se retrouver à Turin, où vivent en couple Nicola et Giulia. Matteo est devenu carabinier. Son unité est appelée en renfort dans la ville industrielle. Lors d'une émeute, un de ses collègues, qui est aussi son meilleur ami, est frappé par des manifestants avec un acharnement peu commun. Accouru à son secours, Matteo se déchaîne à son tour contre un émeutier. Il sera inculpé. Au commissariat, il retrouve par hasard son frère. Il se rend chez lui et fait la connaissance de Giulia, qui aura bientôt un enfant.
Les parents des deux frères viennent rendre visite au jeune couple et à leur petite-fille. Nicola est appelé au tribunal, en tant qu'expert, pour le procès d'un médecin, accusé de mauvais traitements sur des patients internés en asile psychiatrique. Nicola s'est en effet mis au service de la cause des malades mentaux.
À la suite de la procédure qu'il a subie, Matteo est muté à Bologne, puis en Sicile. À la suite d'une formation interne à la police, il devient photographe forensique. Leur meilleur ami de toujours, Carlo, part pour Cambridge, où il va faire un Master, afin de pouvoir entrer à la direction de la Banque d'Italie.

### 1977
À Palerme, Matteo fait la rencontre d'une photographe amateur, Mirella. Elle vit à Stromboli et souhaite devenir bibliothécaire. Matteo, qui lui fait croire qu'il s'appelle Nicola, lui conseille de travailler à la bibliothèque de la Villa Celimontana à Rome.
Nicola travaille dans un hôpital psychiatrique. Avec Giulia, ils élèvent leur fille, Sara, mais leur couple bat de l'aile, notamment à cause des activités politiques de Giulia, qui s'implique de plus en plus dans le mouvement autonome de 1977. En tant qu'expert psychiatrique, il est mandaté par le ministère de la Santé pour inspecter un asile. Il découvre alors des patients dans un état de grande maltraitance parmi lesquels se trouve Giorgia. Il en informe immédiatement son frère. Matteo prend donc la route pour Turin. En chemin, il s'arrête à Rome pour rendre visite à son ancien collègue paralysé. Puis il retrouve son frère, qui lui fait revoir Giorgia. Mais quand ils arrivent au domicile de Nicola, Guilia leur apprend que leur père est décédé. Ils partent donc immédiatement pour Rome, afin de soutenir leur mère dans l'épreuve.
Mais, en pleine nuit, Giulia se lève et s'en va. Nicola comprend tout de suite qu'elle part pour toujours, et qu'elle va passer dans la clandestinité au service d'une organisation armée. Il lui demande juste « pourquoi ? ». Giulia se montre incapable de donner une réponse, mais s'en va, abandonnant son mari et sa fille.

### Été 1982
Francesca, la jeune sœur de Nicola et Matteo, se marie avec le vieil ami de ses frères, Carlo Tommasi, qui vient d'intégrer la Banque d'Italie. Vitale Micavi, qui est ouvrier à la Fiat, apprend à ses amis Nicola et Carlo qu'il va être licencié comme un grand nombre d'ouvriers.
Giulia qui souhaite revoir Sara convient d'un lieu de rendez-vous avec Vitale Micavi qui est devenu manœuvre. Le rendez-vous a lieu au Museo Regionale di Scienze Naturali di Torino pendant la Coupe du monde de football de 1982 remportée par l'Italie. Sara ne reconnait pas sa mère sous son déguisement.

### Automne 1983
Matteo qui est devenu inspecteur à Rome retrouve Mirella à la bibliothèque de la Villa Celimontana.

## Fiche technique
- Titre : Nos meilleures années
- Titre original : La meglio gioventù
- Réalisation : Marco Tullio Giordana
- Scénario : Sandro Petraglia et Stefano Rulli
- Photographie : Roberto Forza
- Montage : Roberto Missiroli
- Pays de production :  Italie
- Langue originale : italien
- Formats : couleurs - 1,85:1 (cinéma) / 1,66:1 (télévision) - Super 16 (tournage) / 35 mm (projection) - Dolby Digital
- Genre : comédie dramatique
- Durée : 358 minutes
- Dates de sortie :
  - France : 19 mai 2003 (Festival de Cannes), 9 juillet 2003 (sortie nationale)
  - Italie : 22 juin 2003

## Distribution
- Alessio Boni : Matteo Carati
- Luigi Lo Cascio : Nicola Carati
- Jasmine Trinca (VF : Céline Mauge) : Giorgia Esposti
- Adriana Asti (VF : Annie Le Youdec) : Adriana Carati, la mère de Giovanna, Matteo, Nicola et Francesca
- Sonia Bergamasco : Giulia Monfalco
- Fabrizio Gifuni : Carlo Tommasi
- Maya Sansa : Mirella Utano
- Valentina Carnelutti : Francesca Carati
- Andrea Tidona : Angelo Carati, le père de Giovanna, Matteo, Nicola et Francesca
- Lidia Vitale : Giovanna Carati
- Claudio Gioè : Vitale Micavi
- Paolo Bonanni : Luigino
- Mario Schiano : le professeur de médecine
- Riccardo Scamarcio : Andrea Utano, le fils de Matteo et Mirella
- Gaspare Cucinella : Viddanù

## Production

### Genèse et développement
Le titre du film reprend le titre d'un recueil de poèmes en frioulan de Pier Paolo Pasolini publié en 1954.

### Musique
Liste des chansons et musiques choisies pour la bande originale du film :
- The Animals :The House of Rising Sun
- Fausto Leali et son tube de la fin des années 1960 : A chi ?
- Astor Piazzolla, l'Argentin, l'Italien du bout du monde, Oblivion ainsi que Remembrance portent les moments douloureux du film
- Cesária Évora : Sodade et Fruto Proibido
- Georges Delerue : Le thème « Catherine et Jim » du film Jules et Jim est utilisé pour la scène finale
- Scorpions : Still loving you
- Amado mio déformé en Anatomia par les personnages Carlo et Vitale
- Mina : Ora o mai più
- Allegro Maestoso de la Sonate pour piano nº 8 de Mozart

## Accueil

### Sortie
La durée en France est de 358 minutes, mais la durée totale du film non coupé est d'exactement 400 minutes. Il a été diffusé avec différentes durées selon les pays :
- au Canada 366 min (Festival des films du monde de Montréal) ou 383 min (Festival international du film de Toronto)
- en Italie, 336 min pour la diffusion en salles
- aux États-Unis, 366 min (salles).

### Accueil critique
En France, le site Allociné recense une moyenne des critiques presse de 3,8/5.
Pour Eberhard von Elterlein de Die Welt « C'est un projet gigantesque, que Giordana a couché ici. […] Raconté de manière à la fois brillamment non dogmatique, extrêmement divertissante, captivante et dense » (Es ist ein gigantischer Wurf, […], den Giordana hier […] hingelegt hat. […] Dabei glänzlich undogmatisch […], überaus unterhaltsam, spannend und dicht erzählt.),.
Pour la FAZ, « On dit de manière si légère, qu'on n'a au cinéma pas simplement vu un film, mais fait une expérience. Cette fois-ci, c'est vrai. » (Es sagt sich so leicht, man habe im Kino nicht bloß einen Film gesehen, sondern eine Erfahrung gemacht. Diesmal ist es wahr.),.
« L'insoutenable légèreté de l'être, dans la première partie, est affaiblie par une pression sentimentale au happy end dans la deuxième. Le film laisse toutefois une impression forte, presque assourdissante. » (Die unerträgliche Leichtigkeit des Seins im ersten Teil schwächt im zweiten ein sentimentaler Zwang zum Happy End. Einen starken, fast betäubenden Eindruck hinterlässt der Film aber allemal.) (playerweb.de)
Bob Mondello, critique de cinéma de la NPR a qualifié en 2006 ce film comme un des meilleurs de 2005 (la diffusion du film aux États-Unis n'a commencé qu'en 2005) : « L'Italie a produit ce qui est vraiment le regard le plus épique de l'année sur la perte de l'innocence. Nos meilleures années passe six longues et glorieuses heures à suivre deux frères italiens à travers 40 ans d'histoire européenne. Cette durée l'a sans doute empêché de faire beaucoup d'entrées. Mais faites-moi confiance : louez Nos meilleures années et lorsque la fin du film approchera, je vous garantis que ce sera le film de l'année que vous auriez regretté de ne pas avoir vu. » (traduction libre de (en) Italy produced what is definitely the year's most epic look at the loss of innocence. The Best of Youth spends six glorious hours following two Italian brothers through some 40 years of European history. The six-hour movie proved way too hard a sell at the box office. But trust me on this: Rent The Best of Youth, and as the ending approaches, I promise it'll be the one film this year you'll be sorry to let go).

## Distinctions

### Récompenses
- Festival de Cannes 2003 : Prix Un certain regard[7]
- David di Donatello 2004[8] :
  - Meilleur film :
  - meilleur réalisateur
  - meilleur scénario
  - David di Donatello du meilleur producteur
  - David di Donatello du meilleur montage
  - David di Donatello de la meilleure prise de son
- Rubans d'argent 2004[9] :
  - meilleur film
  - meilleur producteur
  - meilleur scénario
  - meilleur acteur à Alessio Boni, Fabrizio Gifuni, Luigi Lo Cascio et Andrea Tidona
  - meilleure actrice à Adriana Asti, Sonia Bergamasco, Maya Sansa et Jasmine Trinca
  - meilleure prise de son
  - meilleur montage
- Union de la critique de cinéma 2004 : Grand Prix

### Nomination
- César du cinéma 2004 : nomination César du meilleur film de l'Union européenne

## Analyse
Le film présente de nombreux archétypes et figures emblématiques, autant de stéréotypes, de figures conventionnelles de la société italienne, destinées à fondre l'ensemble de l'œuvre dans son temps et son lieu :
- la famille (italienne), les réunions familiales pendant les grandes occasions, mariage, décès, etc. ;
- les rapports particuliers tragiques ou dramatiques entre deux éléments humains dans une même famille : mère-fils, mari-femme, la fratrie, deux frères entre eux, père-fille ;
- les rapports particuliers entre deux éléments humains hors de la famille : voyage de l'étudiant seul à l'étranger, la rencontre, la séparation, le mariage avec la sœur du copain d'enfance ;
- le suivi des relations amicales dans et hors famille : les rencontres rituelles, les retrouvailles à travers tous les événements de la vie courante ou ceux exceptionnels ;
- toute l'Italie y est représentée par ses grandes capitales régionales : Rome, Florence, Turin, Milan, Naples, Palerme ;
- les villes mais aussi les campagnes, en Sicile et en Toscane (le val d'Orcia) ;
- les événements importants qui ont marqué l'Italie : les inondations de Florence en 1966, les manifestations étudiantes et ouvrières, les Brigades rouges, la Mafia ;
- Les habitudes culturelles de tous les Italiens : le football et ses rencontres internationales, les chants ;
- les troubles sociaux et politiques dus aux événements de l'année 1968, identiques dans de nombreux pays occidentaux ;
- les profils socioculturels : le petit entrepreneur, la classe ouvrière, les étudiants, la banque, les anarchistes, les communistes, les policiers, les intellectuels, l'artiste ;
- le renouveau dans les traitements de la médecine psychiatrique et le suivi pendant des années d'un malade mental ;
- l'autisme d'un personnage, malade mental qui peut représenter la passivité de la société italienne dans son ensemble pendant les années de plomb et la présence de la démocratie chrétienne à la tête du gouvernement italien ;
- les différences d'opinion politique entre les protagonistes : entre amis, dans la famille - entre mari et femme, entre frères, entre enfants et parents ;
- Certains critiques ont fait remarquer que le film présente le terrorisme (l'engagement politique) systématiquement sous un jour défavorable et l'attachement à la famille (la sphère privée) comme l'unique clé du bonheur. La dernière partie du film exprime d'ailleurs le désaveu de la jeune génération à l'égard des actions politiques des aînés.
- le pardon (des nouvelles générations envers les fautes des précédentes)
- le personnage disparu, aimé de deux protagonistes précis réunis par son souvenir, son image fantomatique les observant
- la fin heureuse du film, le happy end avec la plupart des protagonistes, dans la campagne toscane, dans une ancienne maison richement rénovée ;
- le recours dans la bande sonore à toutes les chansons et musiques ayant marqué cette époque (le titre même du film s'il est connu récemment pour être le titre d'un recueil de poèmes en frioulan de Pier Paolo Pasolini, référence constante du réalisateur dans ses commentaires, est aussi le titre d'une ancienne chanson des chasseurs alpins italiens).